# Gare de Santenay-les-Bains
La gare de Santenay-les-Bains est une gare ferroviaire française de la ligne de Nevers à Chagny, située sur le territoire de la commune de Santenay, dans le département de la Côte-d'Or et en région Bourgogne-Franche-Comté.
C'est une halte ferroviaire de la Société nationale des chemins de fer français (SNCF) desservie par des trains régionaux du réseau TER Bourgogne-Franche-Comté.

## Situation ferroviaire
La gare de Santenay-les-Bains est établie à 216 m d'altitude, au point kilométrique (pK) 158,443 de la ligne de Nevers à Chagny, entre les gares de Cheilly-lès-Maranges et de Chagny.
C'est une ancienne gare de bifurcation avec la ligne d'Étang à Santenay (via Autun), aujourd'hui déclassée et déposée entre Autun et Santenay-les-Bains.

## Fréquentation
De 2015 à 2023, selon les estimations de la SNCF, la fréquentation annuelle de la gare s'élève aux nombres indiqués dans le tableau ci-dessous.
| Année     | 2015  | 2016  | 2017  | 2018  | 2019  | 2020  | 2021  | 2022  | 2023  |
| --------- | ----- | ----- | ----- | ----- | ----- | ----- | ----- | ----- | ----- |
| Voyageurs | 8 292 | 6 457 | 5 985 | 5 026 | 3 698 | 5 101 | 4 626 | 6 103 | 4 302 |

## Service des voyageurs

### Accueil
Halte SNCF, c'est un point d'arrêt non géré (PANG) à accès libre.

### Desserte
La gare de Santenay-les-Bains est desservie par des trains régionaux du réseau TER Bourgogne-Franche-Comté qui relient Montchanin à Chalon-sur-Saône.

### Intermodalité
Le stationnement des véhicules est possible à proximité. Elle est desservie par des cars à tarification SNCF.
La gare est desservie par la ligne régionale n°705 du réseau interurbain Mobigo, qui relie Autun à Chagny.